# La Grande Sophie

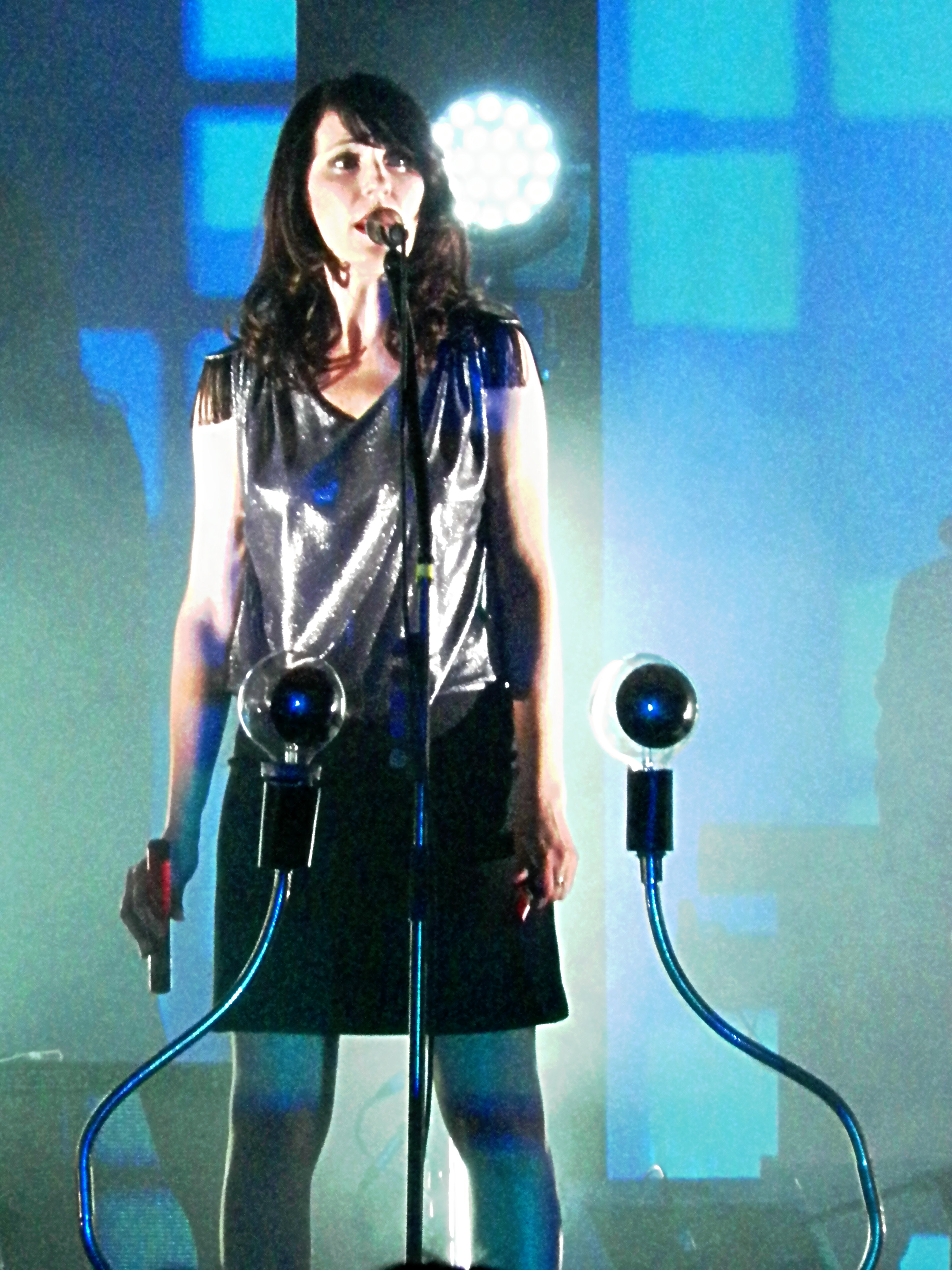
La Grande Sophie, 2012

La Grande Sophie (* 18. Juli 1969 als Sophie Huriaux in Thionville) ist eine französische Musikerin und Sängerin.
Ihre Musik kann den Genres Pop und Rock, evtl. noch Folk und Folk-Rock zugeordnet werden. Die Instrumentierung der Band ist die klassische Rockband-Besetzung: Schlagzeug, Gitarre, Bass und Gesang.

## Diskografie

### Alben
| Jahr | Titel Musiklabel                                    | Höchstplatzierung, Gesamtwochen, AuszeichnungChartplatzierungen (Jahr, Titel, Musiklabel, Platzierungen, Wochen, Auszeichnungen, Anmerkungen) | Höchstplatzierung, Gesamtwochen, AuszeichnungChartplatzierungen (Jahr, Titel, Musiklabel, Platzierungen, Wochen, Auszeichnungen, Anmerkungen) | Höchstplatzierung, Gesamtwochen, AuszeichnungChartplatzierungen (Jahr, Titel, Musiklabel, Platzierungen, Wochen, Auszeichnungen, Anmerkungen) | Anmerkungen                              |
| Jahr | Titel Musiklabel                                    | FR | BEW | CH | Anmerkungen                              |
| ---- | --------------------------------------------------- | --- | --- | --- | ---------------------------------------- |
| 2003 | Et si c’était moi Les Compagnons de la tête de mort | FR27 Gold · (57 Wo.)FR | BEW84 (5 Wo.)BEW | — |                                          |
| 2005 | La suite Universal Music                            | FR21 (46 Wo.)FR | BEW47 (8 Wo.)BEW | — |                                          |
| 2009 | Des Vagues et des Ruisseaux Universal Music         | FR12 (31 Wo.)FR | BEW21 (15 Wo.)BEW | — | Erstveröffentlichung: 26. Januar 2009    |
| 2012 | La Place du fantôme Polydor/Universal               | FR9 (51 Wo.)FR | BEW12 (44 Wo.)BEW | — | Erstveröffentlichung: 13. Februar 2012   |
| 2015 | Nos histoires Polydor                               | FR12 (18 Wo.)FR | BEW20 (17 Wo.)BEW | — | Erstveröffentlichung: 25. September 2015 |
| 2019 | Cet instant Polydor                                 | FR22 (9 Wo.)FR | BEW37 (8 Wo.)BEW | CH55 (1 Wo.)CH | Erstveröffentlichung: 13. September 2019 |
| 2023 | La vie moderne Polydor                              | FR42 (2 Wo.)FR | BEW127 (1 Wo.)BEW | CH86 (1 Wo.)CH | Erstveröffentlichung: 13. Januar 2023    |

Weitere Alben
- 1997: La Grande Sophie s’agrandit (Les Compagnons de la Tête de Mort)
- 2001: Le porte bonheur (Epic)

### Singles
| Jahr | Titel Album                         | Höchstplatzierung, Gesamtwochen, AuszeichnungChartsChartplatzierungen (Jahr, Titel, Album, Platzierungen, Wochen, Auszeichnungen, Anmerkungen) | Anmerkungen                             |
| Jahr | Titel Album                         | FR | Anmerkungen                             |
| ---- | ----------------------------------- | --- | --------------------------------------- |
| 2011 | Ne m’oublie pas La Place du fantôme | FR111 (16 Wo.)FR | Erstveröffentlichung: 5. Dezember 2011  |
| 2015 | Les portes claquent Nos histoires   | FR193 (1 Wo.)FR | Erstveröffentlichung: 7. September 2015 |